# Siegel Vermonts
Das Siegel des US-Bundesstaats  Vermont wurde von Ira Allen entworfen.

## Gestaltung

Flagge Vermonts

Das Staatssiegel findet sich abgewandelt wieder auf dem blauen Tuch der Staatsflagge.
Das Siegel mit der einzelnen Kiefer geht zurück auf ein Siegel aus der Zeit von 1777 bis 1791, als Vermont für einige Jahre ein unabhängiger Staat war (Vermont Republic).
Das aktuelle Siegel stammt aus dem Jahr 1821 und symbolisiert den „Green Mountain State“, den „Grünen Bergstaat“, eine Anspielung auf den ursprünglich französischen Namen „Les Verts Monts“" (Green Mountains), der so viel wie die Grünen Berge bedeutet.
Auf einem Spruchband steht der Name „Vermont“ und das englische Motto des Bundesstaats:
„Freedom and Unity“
„Freiheit und Einigkeit“

## Varianten